# Morti nel 1973/Luglio
| Questa pagina contiene informazioni ricavate automaticamente dalle voci biografiche con l'ausilio del template Bio e di un bot. L'aggiornamento è periodico e automatico e ricostruisce completamente la pagina. Se manca una persona in questa lista, sei pregato di non aggiungerla, ma accertati piuttosto che la sua voce biografica contenga il template Bio e che i dati anagrafici siano correttamente compilati. Se il template Bio manca, inseriscilo tu stesso o, in alternativa, metti l'avviso {{tmp\|Bio}} che ne segnala la mancanza. Se i dati riportati sono sbagliati, correggi direttamente la voce biografica; le modifiche saranno visibili in questa lista entro pochi giorni. Per chiarimenti vedi il progetto biografie. La lista contiene solo le 101 persone che sono citate nell'enciclopedia e per le quali è stato implementato correttamente il template Bio. Pagina aggiornata al 3 mar 2024. |

- 1º luglio - Pietro Boscaini, nuotatore italiano (n. 1947)
- 1º luglio - Mario Labroca, compositore italiano (n. 1896)
- 1º luglio - Riccardo Ricciardi, editore italiano (n. 1879)
- 2 luglio - William Bell Dinsmoor, archeologo statunitense (n. 1886)
- 2 luglio - Mario Franzil, politico italiano (n. 1909)
- 2 luglio - Betty Grable, attrice, ballerina e cantante statunitense (n. 1916)
- 2 luglio - Chick Hafey, giocatore di baseball statunitense (n. 1903)
- 2 luglio - George Macready, attore statunitense (n. 1899)
- 2 luglio - Ferdinand Schörner, generale tedesco (n. 1892)
- 3 luglio - Karel Ančerl, direttore d'orchestra e superstite dell'Olocausto ceco (n. 1908)
- 3 luglio - Bruno Barbieri, calciatore e allenatore di calcio italiano (n. 1918)
- 3 luglio - Manuel Golmayo de la Torriente, scacchista spagnolo (n. 1883)
- 3 luglio - Laurens Hammond, ingegnere, progettista e inventore statunitense (n. 1895)
- 3 luglio - Wally Westmore, truccatore statunitense (n. 1906)
- 4 luglio - Ewaryst Łój, cestista polacco (n. 1912)
- 4 luglio - Harry Oliver, scenografo, comico e artista statunitense (n. 1888)
- 4 luglio - Renzo Sabatini, violista italiano (n. 1905)
- 4 luglio - Leonid Štejn, scacchista sovietico (n. 1934)
- 5 luglio - Cesare Dami, economista e politico italiano (n. 1915)
- 5 luglio - Salvatore Pagliuca, politico italiano (n. 1895)
- 5 luglio - Piet Punt, calciatore olandese (n. 1909)
- 6 luglio - Joe E. Brown, comico e attore statunitense (n. 1892)
- 6 luglio - Otto Klemperer, direttore d'orchestra e compositore tedesco (n. 1885)
- 6 luglio - Patrick McVey, attore statunitense (n. 1910)
- 7 luglio - Giacomo Alberti, architetto svizzero (n. 1896)
- 7 luglio - Max Horkheimer, filosofo, sociologo e storico della filosofia tedesco (n. 1895)
- 7 luglio - Veronica Lake, attrice statunitense (n. 1922)
- 7 luglio - Foscolo Lombardi, politico e partigiano italiano (n. 1895)
- 7 luglio - Pietro Secchia, politico e antifascista italiano (n. 1903)
- 8 luglio - Sebastiano Carta, pittore e poeta italiano (n. 1913)
- 8 luglio - Gene L. Coon, sceneggiatore e produttore televisivo statunitense (n. 1924)
- 8 luglio - Harry Edward, velocista britannico (n. 1898)
- 9 luglio - Mário de Noronha, schermidore portoghese (n. 1885)
- 10 luglio - Scott R. Beal, attore e regista statunitense (n. 1890)
- 10 luglio - Karl Loewenstein, filosofo e politologo tedesco (n. 1891)
- 11 luglio - Aziz Abazah, poeta egiziano (n. 1898)
- 11 luglio - Averkij Borisovič Aristov, politico e diplomatico sovietico (n. 1903)
- 11 luglio - Ludwik Gintel, calciatore polacco (n. 1899)
- 11 luglio - Walter Krüger, generale tedesco (n. 1892)
- 11 luglio - Giulio Lega, militare e aviatore italiano (n. 1892)
- 11 luglio - Aleksandr Vasil'evič Mosolov, compositore sovietico (n. 1900)
- 11 luglio - Filinto Müller, politico e militare brasiliano (n. 1900)
- 11 luglio - Robert Ryan, attore statunitense (n. 1909)
- 11 luglio - Nobuko Yoshiya, scrittrice giapponese (n. 1896)
- 11 luglio - Cesare Zerba, cardinale italiano (n. 1892)
- 12 luglio - Lon Chaney Jr., attore statunitense (n. 1906)
- 12 luglio - Enrico Del Debbio, architetto italiano (n. 1891)
- 12 luglio - Agostinho dos Santos, cantante brasiliano (n. 1932)
- 13 luglio - Willy Fritsch, attore e cantante tedesco (n. 1901)
- 13 luglio - Louis Mistral, calciatore francese (n. 1900)
- 13 luglio - Marțian Negrea, compositore rumeno (n. 1893)
- 13 luglio - Giulio Scarnicci, sceneggiatore italiano (n. 1913)
- 14 luglio - Francesco Cassani, inventore, imprenditore e dirigente d'azienda italiano (n. 1903)
- 14 luglio - Francesco ed Eugenio Cassani, inventore, imprenditore e dirigente d'azienda italiano (n. 1906)
- 14 luglio - Luigi Moretti, architetto italiano (n. 1906)
- 14 luglio - Clarence White, chitarrista statunitense (n. 1944)
- 16 luglio - Antonio Errico, cestista italiano (n. 1948)
- 16 luglio - Fred Murray, ostacolista statunitense (n. 1894)
- 16 luglio - Mithuben Petit, attivista indiana (n. 1892)
- 17 luglio - Giuseppe Salvatore Candura, entomologo italiano (n. 1899)
- 18 luglio - Salvatore Ciampa, matematico italiano (n. 1930)
- 18 luglio - Walther Davisson, violinista e direttore d'orchestra tedesco (n. 1885)
- 18 luglio - Jack Hawkins, attore britannico (n. 1910)
- 18 luglio - Giuseppe Mortarotti, calciatore italiano (n. 1903)
- 18 luglio - Richard Remer, marciatore statunitense (n. 1883)
- 19 luglio - Neil Kensington Adam, chimico inglese (n. 1891)
- 19 luglio - Feng Baiju, militare, guerrigliero e politico cinese (n. 1903)
- 20 luglio - Hans Albert Einstein, ingegnere svizzero (n. 1904)
- 20 luglio - Bruce Lee, artista marziale e attore cinese (n. 1940)
- 20 luglio - Robert Smithson, scultore e pittore statunitense (n. 1938)
- 21 luglio - Émile Bermyn, pallanuotista francese (n. 1920)
- 21 luglio - Violet Hopson, attrice australiana (n. 1887)
- 21 luglio - Hans-Peter Joisten, pilota automobilistico tedesco (n. 1942)
- 21 luglio - Aldo Lampredi, partigiano, politico e ebanista italiano (n. 1899)
- 21 luglio - Pierre Picavet, ingegnere francese (n. 1892)
- 23 luglio - Lino Benedetto, pianista e compositore italiano (n. 1911)
- 23 luglio - Hans-Joachim Staude, pittore tedesco (n. 1904)
- 24 luglio - Julián Acuña Galé, botanico cubano (n. 1900)
- 24 luglio - Hans Appel, calciatore tedesco (n. 1911)
- 24 luglio - Aurelian Bilgeri, missionario e vescovo cattolico tedesco (n. 1909)
- 24 luglio - Konstantinos Dovas, generale greco (n. 1898)
- 25 luglio - Amy Jacques Garvey, giornalista e editrice giamaicana (n. 1895)
- 25 luglio - Dezső Pattantyús-Ábrahám, politico ungherese (n. 1875)
- 25 luglio - Louis Saint-Laurent, politico canadese (n. 1882)
- 26 luglio - Rosolino Ferragni, politico, antifascista e giornalista italiano (n. 1896)
- 26 luglio - Konstantinos Georgakopoulos, politico e avvocato greco (n. 1890)
- 26 luglio - William Lindsay White, editorialista e scrittore statunitense (n. 1900)
- 27 luglio - Mohamed Hemmat, pallanuotista egiziano
- 27 luglio - Raffaele Mattioli, banchiere, economista e mecenate italiano (n. 1895)
- 27 luglio - Eddie Rickenbacker, aviatore statunitense (n. 1890)
- 29 luglio - Henri Charrière, scrittore francese (n. 1906)
- 29 luglio - Cecil Griffiths, velocista britannico (n. 1901)
- 29 luglio - Adam McLean, calciatore scozzese (n. 1899)
- 29 luglio - Eileen Percy, attrice britannica (n. 1900)
- 29 luglio - Julio Adalberto Rivera, militare e politico salvadoregno (n. 1921)
- 29 luglio - Roger Williamson, pilota automobilistico inglese (n. 1948)
- 30 luglio - Pellegrino Claudio Sestieri, archeologo italiano (n. 1910)
- 31 luglio - Annibale Bergonzoli, generale italiano (n. 1884)
- 31 luglio - Rosetta Gagliardi, tennista italiana (n. 1895)
- 31 luglio - Guido Morselli, scrittore italiano (n. 1912)
- 31 luglio - Fernand Nisot, calciatore belga (n. 1895)